# Serie A 1938-1939 (pallacanestro maschile)
Il campionato italiano maschile di pallacanestro 1938-1939 rappresenta la diciannovesima edizione del massimo campionato italiano di pallacanestro.
Il numero delle squadre della massima divisione viene ridotto da dieci a nove per lo scioglimento del Dopolavoro La Filotecnica e la promozione della Società Sportiva Parioli e della Pirelli Milano al posto delle retrocesse GUF Firenze e Guf Padova. Il campionato è un girone all'italiana, con partite d'andata e ritorno. La vittoria vale due punti, la sconfitta uno.
La Borletti Olimpia Milano vinceva il suo quarto titolo consecutivo, giocandosi fino all'ultimo lo scudetto contro Ginnastica Triestina e Virtus Bologna.

## Classifica
|  |    | classifica finale 1938-1939 | Pt | G  | V  | P  | PtF | PtS |
|  | -- | --------------------------- | -- | -- | -- | -- | --- | --- |
|  | 1. | Dop.Borletti Olimpia Milano | 30 | 16 | 14 | 2  | 633 | 483 |
|  | 2. | Ginnastica Triestina        | 29 | 16 | 13 | 3  | 573 | 434 |
|  | 3. | Virtus Bologna              | 28 | 16 | 12 | 4  | 560 | 438 |
|  | 4. | G.U.F. Pavia                | 25 | 16 | 9  | 7  | 535 | 515 |
|  | 5. | Dop.Pirelli Milano          | 25 | 16 | 9  | 7  | 488 | 524 |
|  | 6. | Reyer Venezia               | 24 | 16 | 8  | 8  | 506 | 493 |
|  | 7. | S.S. Lazio Roma             | 19 | 16 | 3  | 13 | 438 | 610 |
|  | 8. | S.S. Parioli Roma           | 18 | 16 | 2  | 14 | 434 | 549 |
|  | 9. | S.S.Napoli                  | 18 | 16 | 2  | 14 | 370 | 490 |

## Calendario
| Prima giornata |                    |              |
| 20 nov. 1938   |                    | 29 gen. 1939 |
| 18-30          | Napoli-Reyer       | 23-28        |
| 28-34          | Borletti-Triestina | 26-22        |
| 37-40          | Guf Pavia-Virtus   | 23-25        |
| 37-39          | Parioli-Pirelli    | 27-30        |
|                | Riposa: Lazio      |              |

| Quarta giornata |                   |             |
| 8 dic. 1938     |                   | 5 mar. 1939 |
| 22-31           | Lazio-Guf Pavia   | 35-47       |
| 36-26           | Reyer-Parioli     | 25-24       |
| 47-25           | Triestina-Pirelli | 37-30       |
| 28-48           | Napoli-Borletti   | 27-45       |
|                 | Riposa: Virtus    |             |

| Settima giornata |                   |              |
| 1º gen. 1939     |                   | 26 mar. 1939 |
| 47-31            | Virtus-Lazio      | 46-12        |
| 33-27            | Triestina-Reyer   | 35-24        |
| 25-22            | Pirelli-Napoli    | 33-22        |
| 27-31            | Parioli-Borletti  | 24-34        |
|                  | Riposa: Guf Pavia |              |

| Seconda giornata |                     |              |
| 27 nov. 1938     |                     | 12 feb. 1939 |
| 15-13            | Lazio-Napoli        | 21-38        |
| 24-28            | Reyer-Borletti      | 40-49        |
| 31-28            | Triestina-Guf Pavia | 33-34        |
| 48-19            | Virtus-Parioli      | 42-37        |
|                  | Riposa: Pirelli     |              |

| Quinta giornata |                  |              |
| 18 dic. 1938    |                  | 12 mar. 1939 |
| 28-20           | Parioli-Lazio    | 25-56        |
| 29-24           | Pirelli-Reyer    | 21-27        |
| 27-22           | Virtus-Triestina | 28-36        |
| 32-18           | Guf Pavia-Napoli | 30-28        |
|                 | Riposa: Borletti |              |

| Ottava giornata |                   |             |
| 8 gen. 1939     |                   | 2 apr. 1939 |
| 28-20           | Lazio-Triestina   | 17-55       |
| 10-23           | Napoli-Virtus     | 26-36       |
| 42-31           | Borletti-Pirelli  | 45-33       |
| 33-21           | Guf Pavia-Parioli | 29-24       |
|                 | Riposa: Reyer     |             |

| Terza giornata |                   |              |
| 4 dic. 1938    |                   | 19 feb. 1939 |
| 30-54          | Lazio-Borletti    | 22-54        |
| 46-44          | Guf Pavia-Reyer   | 22-38        |
| 26-45          | Parioli-Triestina | 37-38        |
| 38-35          | Pirelli-Virtus    | 32-40        |
|                | Riposa: Napoli    |              |

| Sesta giornata |                    |              |
| 25 dic. 1938   |                    | 19 mar. 1939 |
| 21-23          | Lazio-Pirelli      | 34-35        |
| 34-32          | Reyer-Virtus       | 24-29        |
| 15-14          | Napoli-Parioli     | 28-38        |
| 45-33          | Borletti-Guf Pavia | 47-46        |
|                | Riposa: Triestina  |              |

| Nona giornata |                   |             |
| 15 gen. 1939  |                   | 9 apr. 1939 |
| 51-45         | Reyer-Lazio       | 30-33       |
| 41-30         | Triestina-Napoli  | 31-24       |
| 28-16         | Virtus-Borletti   | 34-41       |
| 23-15         | Pirelli-Guf Pavia | 41-49       |
|               | Riposa: Parioli   |             |

## Risultati
| Risultati            | bMI   | TS    | PV    | LAZ   | pRM   | pMI   | VE    | NA    | vBO   |
| -------------------- | ----- | ----- | ----- | ----- | ----- | ----- | ----- | ----- | ----- |
| Borletti Milano      |       | 28-34 | 45-33 | 54-22 | 34-24 | 42-31 | 49-40 | 45-27 | 41-34 |
| Ginnastica Triestina | 22-26 |       | 31-28 | 55-17 | 38-37 | 47-25 | 33-27 | 41-30 | 36-28 |
| GUF Pavia            | 46-47 | 34-33 |       | 47-35 | 33-21 | 49-41 | 46-44 | 32-18 | 37-40 |
| Lazio Roma           | 30-54 | 24-33 | 22-31 |       | 56-25 | 21-23 | 33-30 | 15-13 | 12-46 |
| Parioli Roma         | 27-31 | 26-45 | 24-29 | 28-20 |       | 37-39 | 24-25 | 38-28 | 37-42 |
| Pirelli Milano       | 33-45 | 30-37 | 23-15 | 35-34 | 30-27 |       | 29-24 | 25-22 | 38-35 |
| Reyer Venezia        | 24-28 | 24-35 | 38-22 | 51-45 | 36-26 | 27-21 |       | 28-23 | 34-32 |
| SS Napoli            | 28-48 | 24-31 | 28-30 | 38-21 | 15-14 | 22-33 | 18-30 |       | 10-23 |
| Virtus Bologna       | 28-16 | 27-22 | 25-23 | 47-31 | 48-19 | 40-32 | 29-24 | 36-26 |       |

## Verdetti
- Campione d'Italia:  Borletti Milano

Formazione: Cesare Canetta, Enrico Castelli, Ezio Conti, Alfredo Garavaglia, Camillo Marinone, Mario Novelli, Sergio Paganella, Mino Pasquini. Allenatore: Giannino Valli.
- Retrocessa in serie B: SS Napoli